# Alfons VIII Szlachetny
Alfons VIII Kastylijski, nazywany Él de las Navas (ur. 11 listopada 1155 w Sorii, zm. 5 października 1214 w Gutierre-Muñoz) – król Kastylii od 1158 do śmierci.

## Życiorys
Był synem króla Sancho III Upragnionego i jego żony – Blanki z Nawarry, córki króla Garcii IV Odnowiciela. Został najlepiej zapamiętany ze względu na swój udział w rekonkwiście i upadku Kalifatu Almohadów. Po ogromnej porażce pod Alarcos właśnie z rąk Almohadów poprowadził armię złożoną z hiszpańskich i zagranicznych chrześcijańskich książąt. W 1177 zdobył Cuencę osiągając również polityczny cel, którym było zerwanie przez Aragonię zależności feudalnej od Kastylii. Najważniejsze zwycięstwo odniósł jednak w bitwie pod Navas de Tolosa w 1212 – przełomowej bitwie rekonkwisty.
Przewidział również dominację Kastylii nad Leónem oraz zawarł przymierze z Aragonią, przez co otworzył drogę do zjednoczenia wszystkich hiszpańskich księstw w jedno państwo. W roku 1214 założył pierwszy hiszpański uniwersytet – Studium generale w Palenci, który jednak nie dotrwał nawet do jego śmierci.
Był postacią często występującą w literaturze, ze względu na romans z Żydówką Rachelą Ibn Estra, córką finansowego doradcy króla. Lion Feuchtwanger w powieści „Żydówka z Toledo” opisuje kulisy romansu i jego tragiczny skutek – porażka pod Alarcos (chęć zaimponowania ukochanej), śmierć Racheli oraz jej ojca z rąk De Castrów (możni kastylijscy). Król został przedstawiony jako władca niecierpliwy, rycerski i waleczny, dążący do wzięcia udziału w wyprawie krzyżowej.

## Małżeństwo i potomkowie
We wrześniu 1170, w Burgos ożenił się z Eleonorą, córką króla Anglii – Henryka II i Eleonory Akwitańskiej. Para miała 12 dzieci:
- Berenguelę lub Berengarię (1180–1246), żonę Alfonsa IX – króla Leonu, regentkę Kastylii,
- Sancha (1181),
- Sanchę (1182–1184),
- Urrakę (1186–1220), żonę Alfonsa II Grubego – króla Portugalii,
- Blankę (1188–1252), żonę Ludwika VIII Lwa – króla Francji,
- Ferdynanda (1189–1211),
- Mafaldę (1191–1204),
- Henryka (1192 i zmarłego w dzieciństwie),
- Konstancję (1196 i zmarłą w dzieciństwie),
- Eleonorę (1202–1244), żonę Jakuba I – króla Aragonii,
- Henryka I (1204–1217), kolejnego króla Kastylii,
- Konstancję (zm. 1243), przełożoną w zakonie w Las Huelgas.